# Heiligblutkirche Friesach

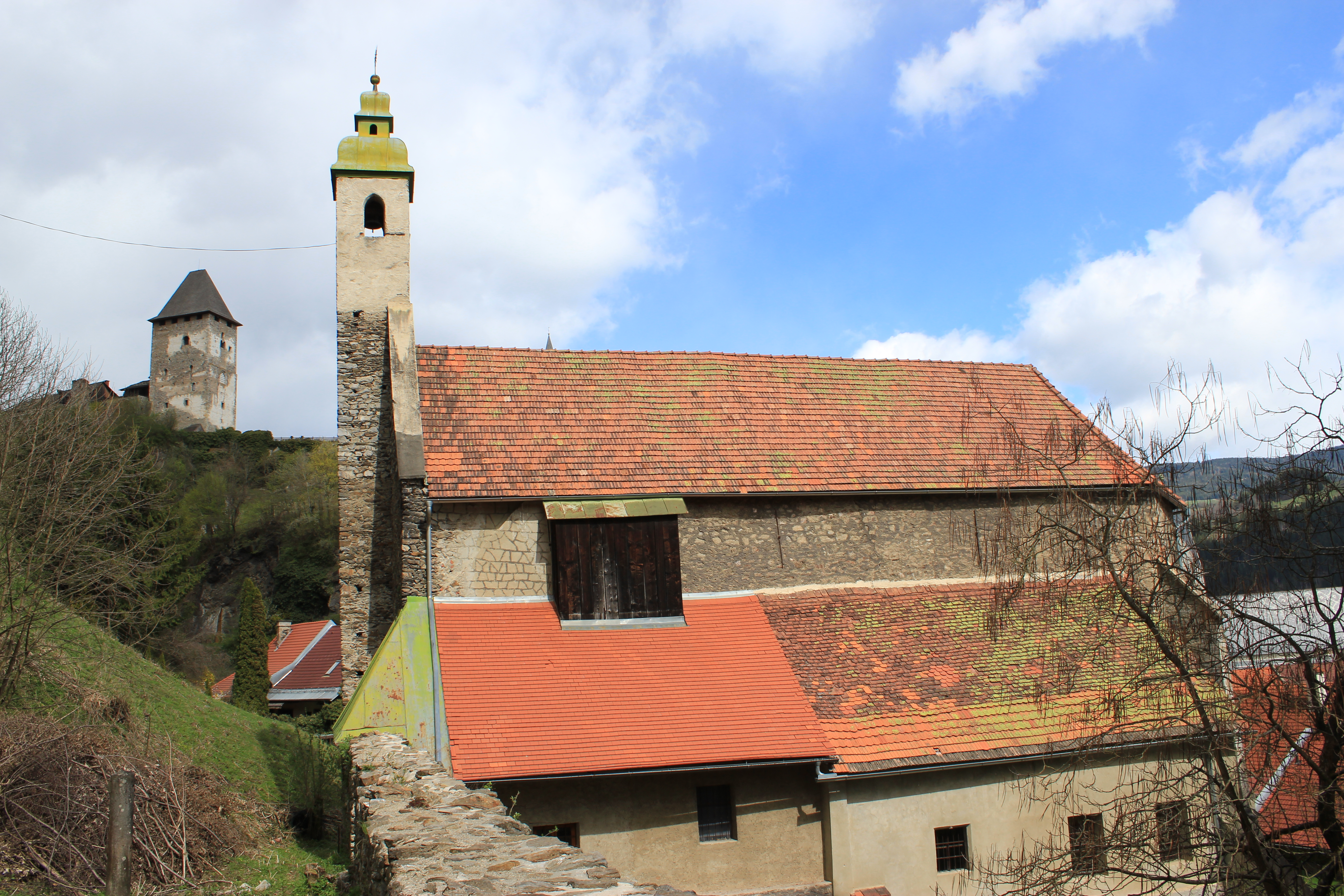
Heiligblutkirche

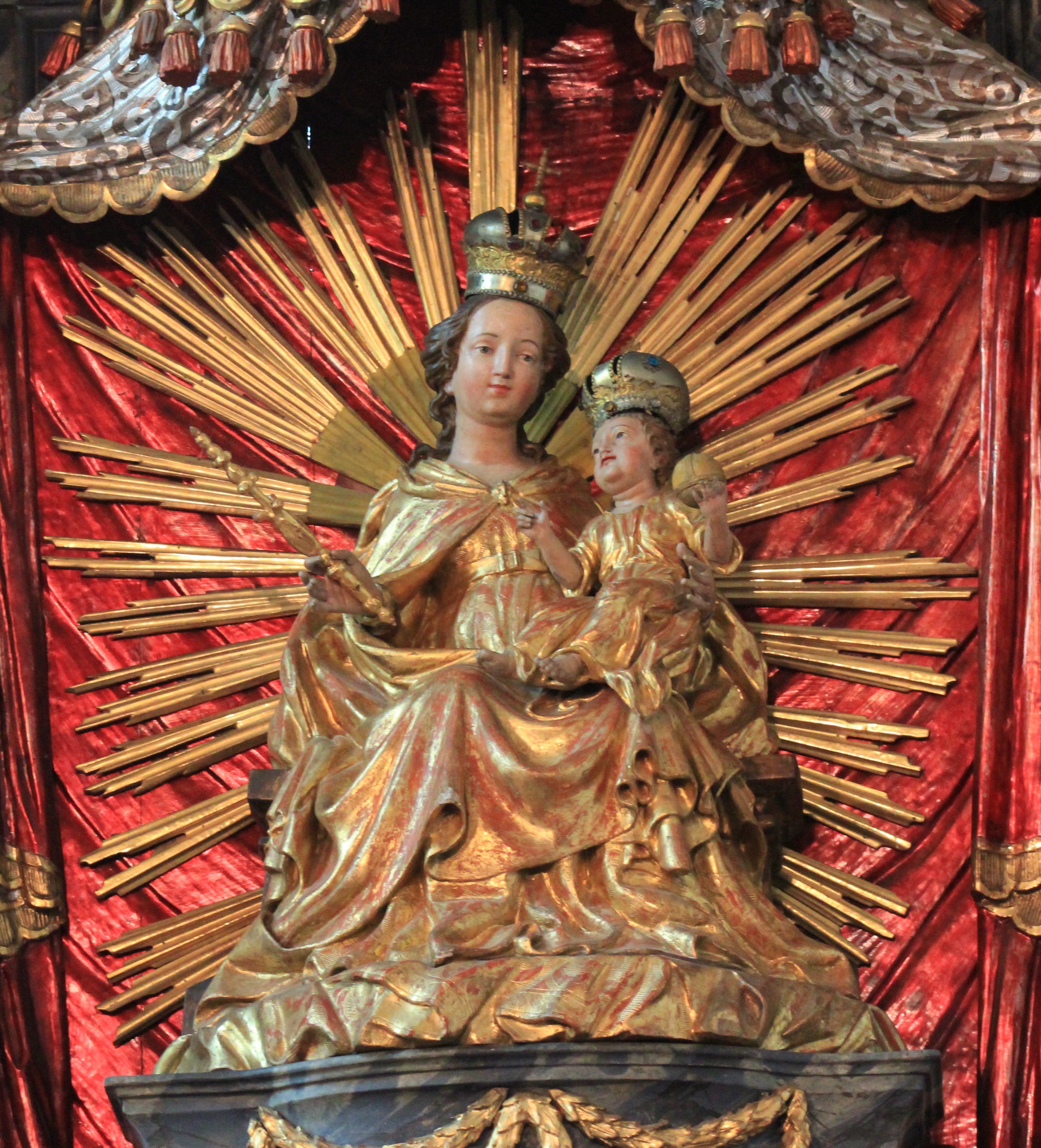
Madonna am Hochaltar

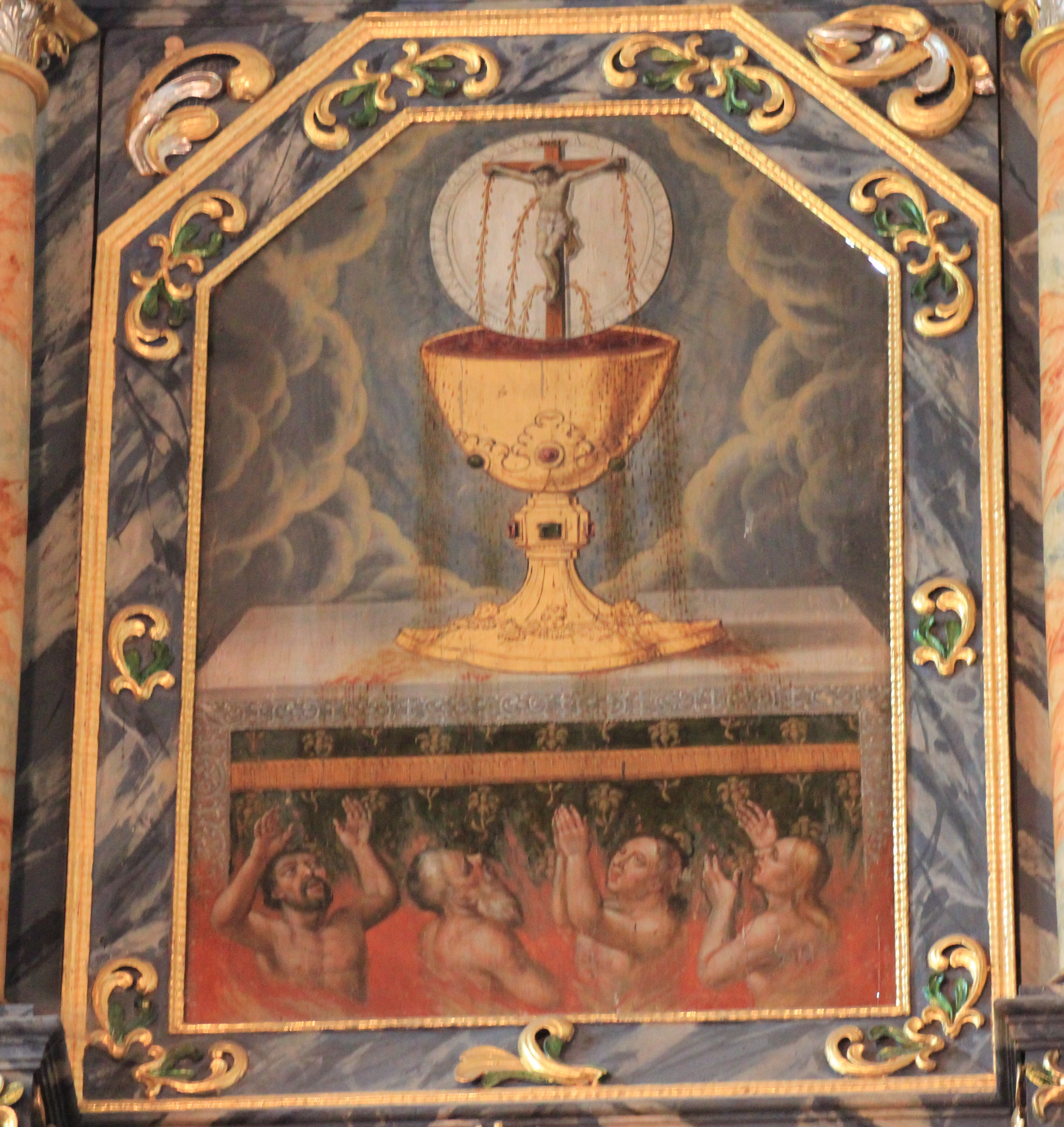
Aufsatzbild: Heiligblutwunder

Die Heiligblutkirche, auch Seminarkirche genannt, liegt unter der Ruine Rotturm im sogenannten Sack in Friesach. Sie ist eine römisch-katholische Filialkirche der Pfarrkirche Friesach. 

## Geschichte
Die erste Kirche an dieser Stelle war im Besitz der Viktringer Zisterzienser. Sie wurde 1194 geweiht und wurde zwischen 1211 und 1215 ein Raub der Flammen. 1217 errichteten die Dominikaner neben der Kirche ihre erste Niederlassung im deutschsprachigen Raum und bauten ein Klostergebäude. 1238 soll sich hier während einer Messfeier ein Blutwunder ereignet haben, bei dem sich, nach einer Abschrift aus dem Kloster Sankt Peter in Salzburg, die Hostie in Fleisch und der Wein in Blut verwandelt hat. Diese Wesensverwandlung von Wein und Brot war erst 23 Jahre zuvor auf dem Vierten Laterankonzil zum Dogma erhoben worden. Nach 1255 übersiedelten die Dominikaner in das heutige Kloster im Norden von Friesach außerhalb der Stadtmauern.
Darauf übernahmen Zisterzienserinnen Kirche und Kloster. Nachdem die Kirche 1289/1291 erneut durch einen Brand beschädigt worden war, erfolgte 1309 der Wiederaufbau.
1608 wurde das Kloster aufgehoben und durch den Salzburger Erzbischof Wolf Dietrich von Raitenau ein Priesterseminar eingerichtet. Im Gegenzug erhielt das Stift Rein die damals dem Erzbistum Salzburg gehörende Pfarre Gratwein, wodurch der langjährige Streit um die Seelsorge in der Wallfahrtskirche Maria Straßengel beendet wurde. Dieser Tausch wurde schließlich am 28. April 1607 vollzogen.
Nach einem neuerlichen Brand 1673 wurde die Kirche 1684 wegen des Heiligenblutkultes wieder errichtet, das Klostergebäude hingegen dem Verfall preisgegeben.

## Bauwerk
Der Kirchenbau aus dem 14. Jahrhundert mit 5/8 Schluss besitzt einen schmalen Glockenturm mit Zwiebelhelm in der Westfassade. Von außen sind Chor und Langhaus nicht sichtbar getrennt. Am Chorpolygon und an der Nordseite des Langhauses werden die Mauern von zweifach gestuften Strebepfeilern gestützt und von hohen Doppellanzettfenstern durchbrochen. An der Südseite befindet sich ein durchgehender, zweigeschoßiger barocker Anbau. Die Kirche wird durch spitzbogige, profilierte Portale an der Nordseite des Langhauses betreten. Bemerkenswert ist der an der Nordseite angebrachte Wappengrabstein der Äbtissin Sophia Reifnitz aus der ersten Hälfte des 16. Jahrhunderts.
Im einschiffigen Langhaus erstreckt sich auf Konsolen ein Kreuzrippengewölbe. In der westlichen Hälfte des Langhauses wurde 1627 eine Nonnenempore eingebaut. Der Raum unter der Empore ist eine dreischiffige, dreijochige Halle mit Kreuzgratgewölbe ohne Jochtrennung, die von einer dreiteiligen, spitzbogigen Pfeilerarkadur vom östlichen Teil des Langhauses getrennt wird. Die vier westlichen Stützpfeiler der Empore sind romanische Säulchen mit Eckblattblasen und Würfelkapitellen und stammen wahrscheinlich vom ersten Kirchenbau aus dem 12. Jahrhundert. An der Emporenbrüstung ist das gemalte erzbischöfliche Wappen von Paris von Lodron angebracht.
In der Nordwand des Chores befindet sich eine spätgotische Sakramentsnische in Rechteckgewände mit seitlichen Halbsäulen. Darüber ist der Rest eines Freskos. An der Südwand des Chores ist eine spitzbogige Sakramentsnische mit Dreipassöffnung eingelassen. Daneben ist die Sakristeitüre. 
Südseitig unter der Empore führt ein Rundbogenportal in einen kreuzgratgewölbten Raum mit dem Aufgang zur Empore. Ein in der Südwand der Empore eingelassenes Portal mit abgefastem Rechteckgewände ist der Zugang zum kreuzgratgewölbten Mittelraum des südlichen Anbaues. An diesen schließt sich die zweigeschoßige, kreuzgratgewölbte Sakristei mit großen barocken Fenstern an.

## Einrichtung
Zur Ausstattung der Kirche zählt unter anderem ein Hochaltar aus dem Jahre 1681. In der Ädikula aus gekuppelten Säulen ist unter einem spätbarocken Baldachin eine um 1420 gefertigte Sitzmadonna mit einem spätbarocken Jesuskind aufgestellt. Die Madonna wird von den gotischen Heiligenfiguren Bartholomäus und Katharina flankiert. Im Altaraufsatzbild sind ein Kelch mit Hostie und ein Kruzifix dargestellt. Links davon steht die Figur des heiligen Laurentius und rechts vermutlich der heilige Stephanus. Bekrönt wird der Altar von einem IHS-Symbol im Strahlenkranz. Der Rokokotabernakel stammt aus dem Jahre 1791. Das Antependium mit Reliefs alttestamentlicher Szenen wird gegen Ende des 18. Jahrhunderts datiert.
In der nördlichen Sakramentsnische wird das Heiligblutgefäß, ein gotisches Reliquiar aus der 1. Hälfte des 14. Jahrhunderts, aufbewahrt. Es besteht aus einem rankengeschmückten Dreipassfuß, einem Ständer mit Speichennodus und einem Kristallbecher mit Deckel.
An der Langhaussüdwand werden auf volkstümlichen Gemälden das Heiligblutwunder und die Gregorsmesse dargestellt.
Die Kreuzwegbilder stammen aus dem 19. Jahrhundert, die Orgel aus 1970 von Rudolf Novak/Klagenfurt.